# Big Island Indian Reserve 37
Big Island Indian Reserve 37 är ett reservat i Kanada.   Det ligger i provinsen Ontario, i den sydöstra delen av landet, 1 500 km väster om huvudstaden Ottawa.
Trakten runt Big Island Indian Reserve 37 är nära nog obefolkad, med mindre än två invånare per kvadratkilometer.